# گربه‌خرس

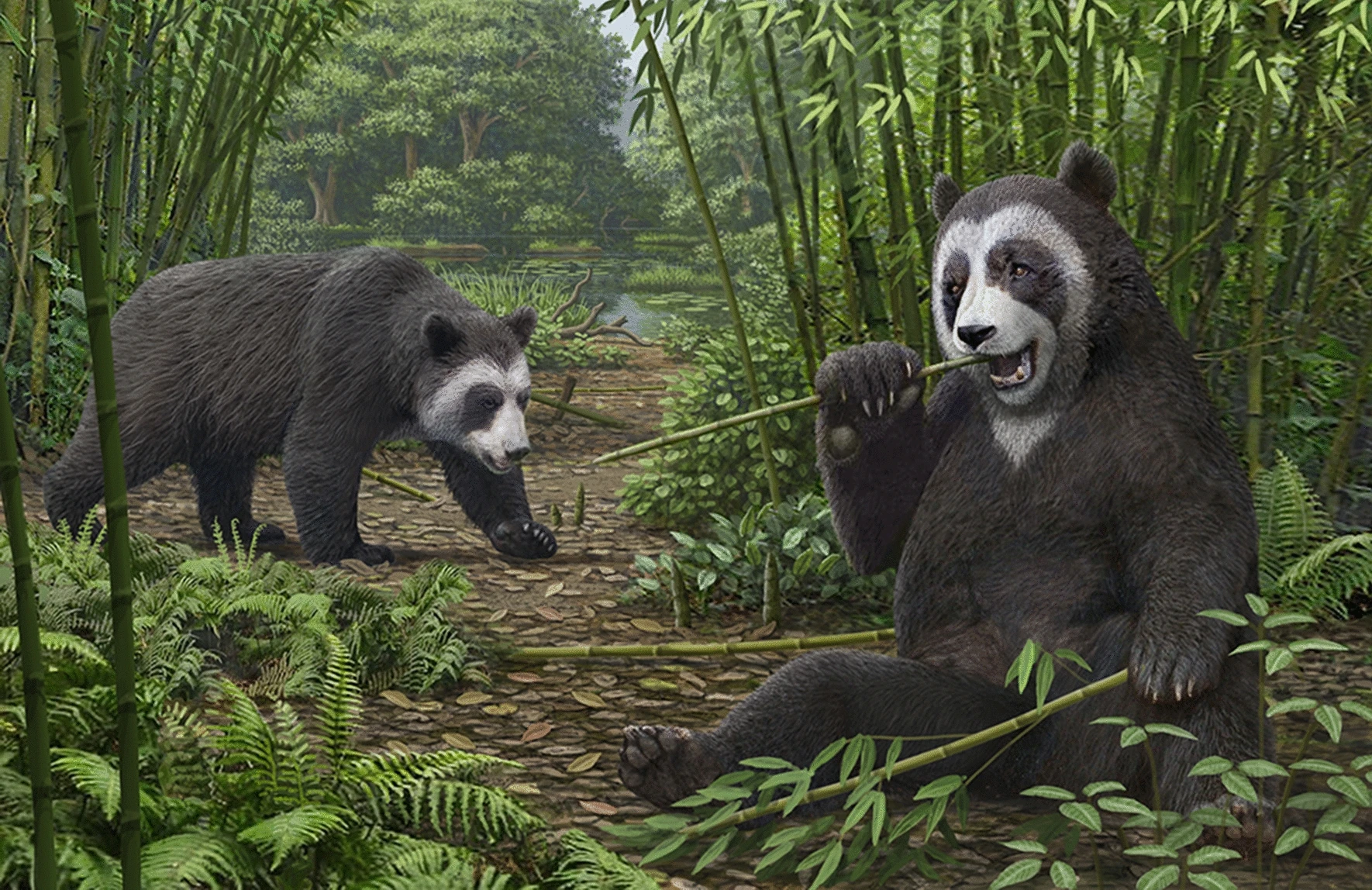
عکس از گربه خرس که از تیره خرس ها میباشد

گربه‌خرس (نام علمی: Ailurarctos) نام یک سرده از تیره خرس است.